# Omicron Bootis
Désignations
Omicron Bootis (ο Bootis / ο Boo) est une étoile géante de la constellation boréale du Bouvier. D'une magnitude apparente de +4,60, elle est visible à l’œil nu. L'étoile présente une parallaxe annuelle de 13,42 mas mesurée par le satellite Hipparcos, ce qui signifie qu'elle est distante de ∼ 243 a.l. (∼ 74,5 pc) de la Terre. L'étoile se rapproche du Soleil à une vitesse radiale de −9 km/s.
Omicron Bootis est une étoile géante jaune de type spectral G8.5 III, âgée de 2,72 milliards d'années. C'est une étoile évoluée qui appartient au red clump (ou grumeau rouge), ce qui indique qu'elle génère son énergie par la fusion de l'hélium dans son cœur. Bien que son spectre montre une surabondance en baryum par rapport à ce qui est normalement observé pour une étoile de son type, Williams (1975) la considère comme une étoile à baryum « très douteuse ».
Omicron Bootis est environ deux fois plus massive que le Soleil et son rayon est onze fois plus grand que celui du Soleil. Elle est 85 fois plus lumineuse que le Soleil et sa température de surface est de 4 864 K.